# Thymoites iritus
Thymoites iritus är en spindelart som beskrevs av Claude Lévi 1964. Thymoites iritus ingår i släktet Thymoites och familjen klotspindlar. Inga underarter finns listade i Catalogue of Life.